# Phoenicoprocta intermedia
Phoenicoprocta intermedia là một loài bướm đêm thuộc phân họ Arctiinae, họ Erebidae.